# Star Wars: Yoda Stories
Star Wars: Yoda Stories, chiamato solo Yoda Stories su schermo, è un videogioco di avventura grafica del 1997 ambientato nell'Universo espanso di Guerre stellari e sviluppato dalla LucasArts per Windows. Nel 1999 venne pubblicato dalla THQ per Game Boy Color.
È simile al precedente Indiana Jones and His Desktop Adventures, basato invece su Indiana Jones.
La versione Windows è un programma per desktop, esteticamente semplice e vecchio stile anche per i suoi tempi, che puntava sulla giocabilità e i rompicapo piuttosto che sulla spettacolarità. L'edizione originale per Windows include anche il software Making Magic, che permette di visionare materiale multimediale sui retroscena dell'edizione speciale della trilogia cinematografica di Guerre stellari, che era recentemente uscita.

## Modalità di gioco
Yoda Stories non ha una trama centrale o uno scopo definitivo: è una raccolta di missioni in cui il giocatore, che impersonifica Luke Skywalker, deve completare un obiettivo come salvare qualcuno, ottenere un oggetto, ecc.
Viene mostrata una visuale dall'alto dello scenario, a scorrimento multidirezionale. Il giocatore muove direttamente Luke sullo scenario, che è idealmente suddiviso in caselle; i personaggi si muovono a scatti da una casella all'altra. Avvicinandosi, si può interagire con personaggi e oggetti, o entrare in porte che conducono ad altri ambienti.
Il gioco per Windows si svolge in una normale finestra del sistema operativo e mostra costantemente, accanto alla scena, anche l'inventario degli oggetti posseduti.
Ogni missione inizia con Luke che arriva a Dagobah a bordo di un X-Wing. Se il giocatore è un principiante, può selezionare C1-P8 (che appare come un oggetto dell'inventario) e cliccare sopra qualcosa per avere un suggerimento. Dopo aver trovato Yoda, questi dà a Luke una missione casuale, parlando tramite nuvolette di fumetto, e un oggetto che servirà per completarla. Tornato all'X-Wing, Luke si trasferisce automaticamente sul pianeta che farà da scenario alla missione.
Gli scenari sono generati in parte casualmente e sono ambientati su luoghi della saga come Tatooine o Hoth, coinvolgendo personaggi noti in eventi più o meno legati alla saga. La dimensione del successivo mondo di gioco può essere regolata dalle opzioni.
Per progredire nel gioco, il giocatore deve girovagare per la mappa, cercando per esempio una chiave o un oggetto, finché non raggiunge il rompicapo finale. È inoltre presente la Forza, ma all'inizio deve essere ottenuta dal fantasma di Obi-Wan Kenobi; essa impedisce a tutti i nemici di muoversi ed è talvolta necessaria per completare un enigma.
Vi sono vari nemici, dagli Stormtrooper ai Predoni Tusken agli animali, e tutti possono essere uccisi con la spada laser di Luke o, se posseduti, con i blaster o i detonatori termici. I combattimenti sono in tempo reale e conferiscono una componente di azione al gioco.
Nella quinta missione Luke affronta Dart Fener e, se ha successo, nella missione successiva inizia con una spada laser verde più potente, anziché con quella blu; dopo 10 missioni, inizia con la Forza (senza la necessità di trovare il fantasma di Obi-Wan).

### Versione Game Boy Color
Rispetto a quanto sopra, la versione per Game Boy Color ha un numero finito di livelli, quindici, in sequenza prestabilita. Non c'è inoltre lo scenario su Dagobah prima di ogni missione, ma si ricevono subito le informazioni da Yoda e si parte direttamente dal pianeta di destinazione. L'inventario degli oggetti viene visualizzato su schermata a parte.
Non è disponibile il salvataggio, ma un sistema di password consente di ricominciare dai livelli già raggiunti.

## Accoglienza
Yoda Stories per Windows fu apprezzato dalla rivista The Games Machine (voto 80/100), sebbene lo considerasse uno "scacciapensieri" graficamente semplice e lo consigliasse soprattutto agli appassionati di Guerre stellari, per via dei contenuti extra riguardanti la saga. L'avventura in sé non venne considerata eccelsa, sebbene più interessante di quella precedente su Indiana Jones, grazie alla novità del progresso del personaggio accumulando missioni riuscite.
Altri giudizi della critica furono molto variabili, da altrettanto buoni fino a pessimi.
La versione per Game Boy Color venne accostata come struttura al classico Zelda.
La grafica non è così dettagliata e colorata se comparata con il gioco per computer a causa delle limitazioni dell'hardware. A causa del controllo del protagonista difficile e del gameplay ripetitivo, il gioco ha ricevuto punteggi bassi da vari siti e riviste. Gamespot lo ha definito come "possibilmente il peggior gioco di Guerre stellari mai prodotto".
Un raro giudizio buono (7,5/10) venne dalla rivista italiana Game Boy Color Mania, che comunque criticava principalmente il sonoro ripetitivo e l'assenza di salvataggi.